# Dasypolia lama
Dasypolia lama är en fjärilsart som beskrevs av Otto Staudinger 1896. Dasypolia lama ingår i släktet Dasypolia och familjen nattflyn. Inga underarter finns listade i Catalogue of Life.